# Bussnang
Bussnang (lokal Busslig genannt) ist eine politische Gemeinde und eine Ortschaft im Bezirk Weinfelden des Kantons Thurgau in der Schweiz. Die Gemeinde wurde 1996 aus der Munizipalgemeinde Bussnang und ihren ehemaligen Ortsgemeinden Bussnang, Friltschen, Lanterswil, Mettlen, Oberbussnang, Oppikon, Reuti und Rothenhausen gebildet, während Istighofen bereits 1995 zur neuen politischen Gemeinde Bürglen gewechselt hatte.

## Geografie

### Geografische Lage
Bussnang liegt am Südufer der Thur ca. zwei Kilometer südwestlich von Weinfelden.

### Ortsteile
Zu Bussnang gehören die Dörfer und Weiler Friltschen, Lanterswil, Mettlen, Neuberg, Niederhof, Oberbussnang, Oberoppikon, Oppikon, Puppikon, Reuti, Rothenhausen, Schmidshof, Stehrenberg, Unteroppikon, Weingarten sowie Wertbühl.

### Nachbarorte
Bussnang grenzt im Nordwesten an Amlikon-Bissegg, im Norden an Weinfelden, im Nordosten an Bürglen, im Südosten an Schönholzerswilen, im Süden an Wuppenau, im Südwesten an Braunau und im Westen an Affeltrangen.

## Geschichte

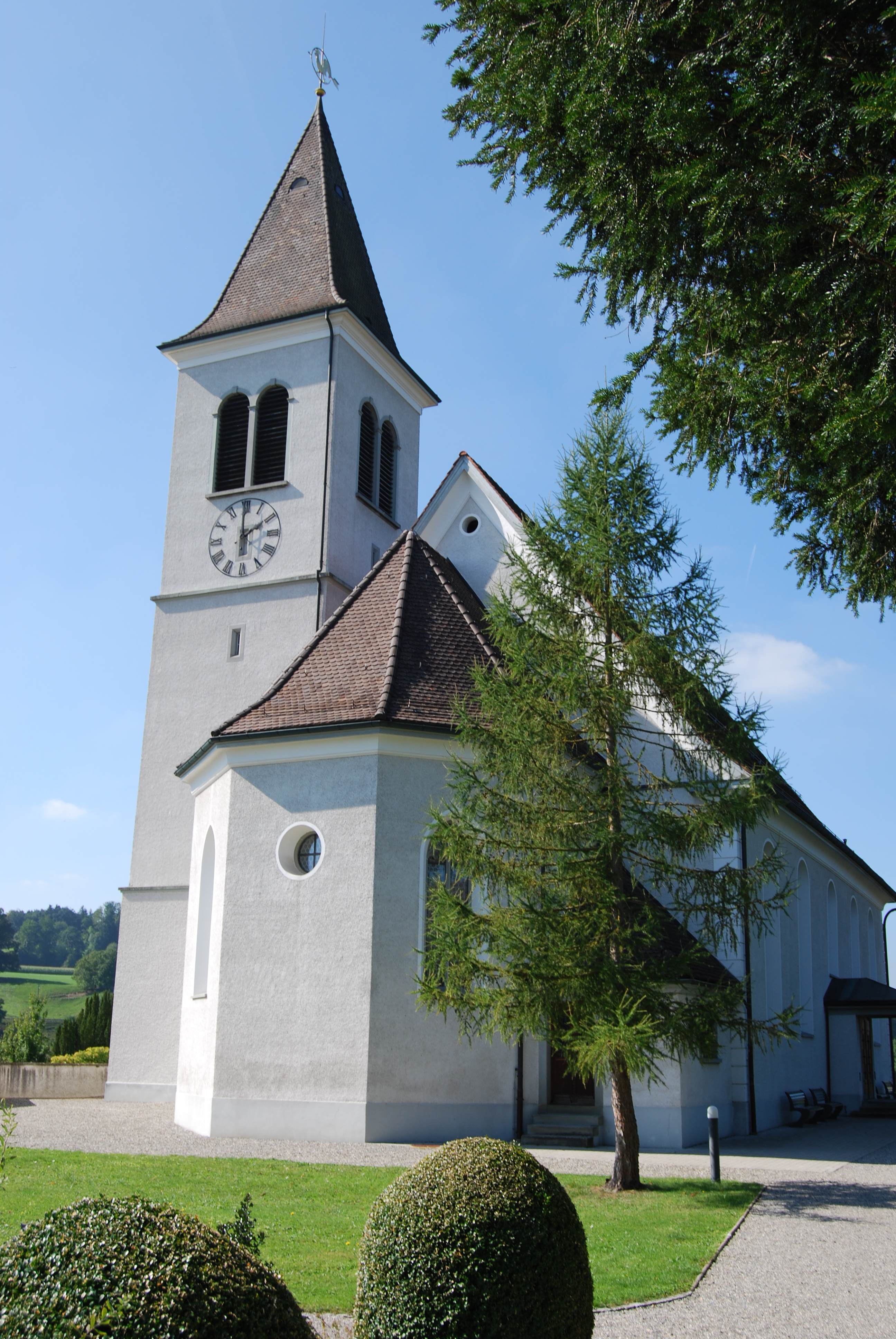
Anstelle der bisherigen Kirche wurde 1423 die heutige evangelische Kirche erbaut.

Die erste urkundliche Nennung von Bussnang datiert vermutlich aus dem Jahr 822 als Pussinwanc. Im Frühmittelalter war die grösste Grundbesitzerin in Bussnang das Kloster St. Gallen. Im Hochmittelalter erhielten die Freiherren von Bussnang die Rechte über die Gegend. Diese mussten ihren Besitz nach den Appenzellerkriegen jedoch verkaufen, wodurch die Rechte im Jahre 1442 an Weinfelden übergingen. Ab 1443 teilte es das Schicksal der Herrschaft Weinfelden mit dem Niedergericht Bussnang-Rothenhausen. 1803 wurde Bussnang eine Munizipalgemeinde. 1862 wurden die Weiler Schmidshof und Teile von Oberoppikon von der damaligen Ortsgemeinde Zezikon abgetrennt und der Ortsgemeinde Oppikon in der Munizipalgemeinde Bussnang im Bezirk Weinfelden zugeteilt.

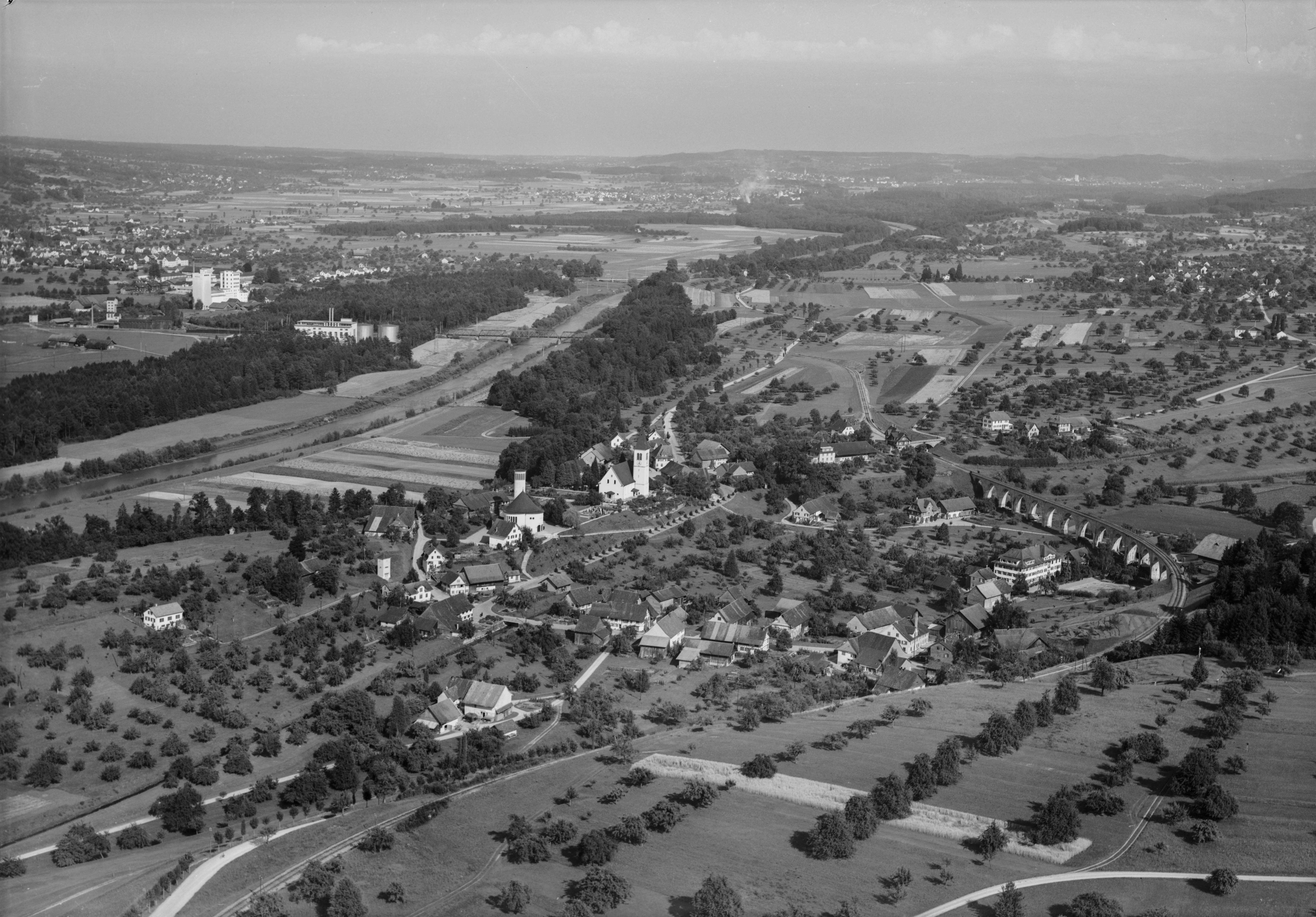
Luftbild aus dem Jahr 1954

Die Kollatur der 885 gegründeten Gallus-Kirche, die 1123 Johannes dem Täufer geweiht wurde, ging 1464 von den Freiherren von Bussnang an die Komturei Tobel über, 1809 an den Kanton Thurgau und 1830 an die Gemeinde Bussnang. Die Pfarrei umfasste ursprünglich auch das Gebiet der nachmaligen Pfarreien Wertbühl (belegt seit 1155) und Weinfelden (belegt seit 1275). Im Spätmittelalter dehnte sie sich noch immer über neun niedere Gerichte aus. Als Filiale war ihr die Kapelle Schönholzerswilen unterstellt, während Wuppenau entgegen älterer Annahme nie Filiale von Bussnang war. Nachdem die Pfarrei 1529 unter dem Einfluss von Johannes Zwick geschlossen zur Reformation übergetreten war, erfolgte 1596 die Wiedereinführung der Messe. 1935 wurde die Parität infolge des Neubaus einer katholischen Rundkirche aufgehoben. Die konfessionellen Auseinandersetzungen waren mit dem sogenannten Rosenbachschen Vertrag von 1639 mehr gemildert als beigelegt worden. 1935 wurde die katholische Kirche St. Joseph eingeweiht.
Seit dem Jahr 124 nach Christus gab es eine römische Holzbrücke über die Thur, deren Überreste im Jahr 1978 nach dem Thurhochwasser oberhalb des «Ganggelistegs» gefunden wurden. Später wurde eine Fähre unterhalten, bis 1453 bei Thurrain in der ehemaligen Ortsgemeinde Rothenhausen wieder eine Brücke erstellt wurde, die Bussnang verkehrsmässig ins Abseits drängte. Der Ganggelisteg ist eine schmale, 1882 erbaute Hängebrücke nach Bussnang, die heute noch von Fussgängern und Wanderern genutzt wird. Seit 1912/13 überbrückt ein Viadukt der Mittelthurgaubahn das Furtbachtal.
Ursprünglich wurden Kornbau in drei Zelgen und Weinbau betrieben. Im 19. Jahrhundert erfolgte der Übergang zu Vieh- und Milchwirtschaft sowie Obstbau. Gewerbe waren die Leinen- und später die Baumwollweberei sowie wenig Handwerk. Seit 1963 werden in Bussnang elektrische Schienenfahrzeuge produziert, seit den 90er-Jahren unter dem Namen Stadler Rail mit grossem internationalem Erfolg.
→ siehe auch Abschnitte Geschichte in den Artikeln Friltschen, Lanterswil, Oberbussnang, Oppikon, Reuti TG, Rothenhausen TG und Wertbühl

## Wappen
Blasonierung: Gelb und Blau dreimal sparrenweise geteilt.
Die Gemeinde Bussnang führt seit 1948 das Wappen der Freiherren von Bussnang in neuer Zeichnung. Die 1996 gegründete politische Gemeinde übernahm das Wappen der bisherigen Ortsgemeinde Bussnang.

## Bevölkerung
| Hier fehlt eine Grafik, die leider im Moment aus technischen Gründen nicht angezeigt werden kann. Wir arbeiten daran! |

|                     | 1850  | 1900  | 1920  | 1950  | 1990  | 2000   | 2010   | 2018   | 2023   |
| ------------------- | ----- | ----- | ----- | ----- | ----- | ------ | ------ | ------ | ------ |
| Politische Gemeinde | 1862  | 1872  | 1767  | 1981  | 1810  | 2085   | 2109   | 2342   | 2568   |
| Munizipalgemeinde   | 2062  | 2058  | 1950  | 2220  | 2259  |        |        |        |        |
| Ortsgemeinde        | 267   | 270   |       | 428   | 453   |        |        |        |        |
| Quelle              | [ 6 ] | [ 6 ] | [ 6 ] | [ 6 ] | [ 6 ] | [ 10 ] | [ 10 ] | [ 10 ] | [ 12 ] |

Von den insgesamt 2568 Einwohnern der Ortschaft Bussnang (Politische Gemeinde) am 31. Dezember 2023 waren 453 bzw. 17,6 % ausländische Staatsbürger. 959 (37,3 %) waren evangelisch-reformiert und 668 (26,0 %) römisch-katholisch.

## Wirtschaft und Verkehr

### Wirtschaft

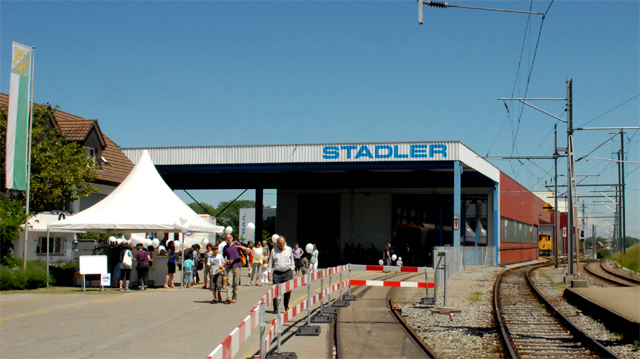
Werk von Stadler Rail

Bussnang wird geprägt durch Stadler Rail, einen der zehn weltweit grössten Eisenbahnhersteller. Stadler Rail hat in Bussnang seit 1962 seinen Hauptsitz, als das Unternehmen auf der Suche nach grösseren Räumlichkeiten aus Zürich in den Thurgau zog. In Bussnang ist zudem neben dem Vertrieb auch das Kompetenzzentrum der Typenreihen SMILE, FLIRT und GTW sowie des Bereichs Tailor Made (inklusive Zahnradbahnen und Breitspurfahrzeuge) beheimatet.
Im Ortsteil Mettlen werden die Bamix-Stabmixer produziert.
Im Jahr 2018 bot Bussnang 2686 Personen Arbeit (umgerechnet auf Vollzeitstellen) – mehr als die gesamte Einwohnerschaft der Gemeinde. Davon waren 7,1 % in der Land- und Forstwirtschaft, 76,5 % in Industrie, Gewerbe und Bau sowie 16,4 % im Dienstleistungssektor tätig.

### Verkehr
Bussnang liegt an der Bahnlinie Weinfelden – Wil.

## Kultur und Veranstaltungen
In Lanterswil findet einmal im Jahr ein Einachserrennen statt.

## Sehenswürdigkeiten
Nebeneinander stehen im Ortszentrum die alte Evangelische Kirche Bussnang (15. Jh., früher als paritätische Kirche gemeinsam benutzt) und die 1935 nach Plänen des expressionistischen Architekten Otto Linder errichtete katholische Kirche St. Joseph, ein Rundbau mit dem Grundriss eines vierblättrigen Kleeblatts.
Das für die Gemeinde bedeutendste Baudenkmal ist die 1882 erbaute und 2011 renovierte Fussgänger-Hängebrücke über die Thur, die wegen ihrer Schwankungen «Ganggelisteg» genannt wird. Ortsbildprägend ist auch die ca. 300 Meter lange Eisenbahnbrücke südlich des Ortskerns.
Nachdem in der Gemeinde bis in die 1930er-Jahre die letzten Weinberge verschwunden waren, wurde 2012 unterhalb der katholischen Kirche ein neuer Weinberg angelegt, in der Grösse von ca. 600 Reben. Ein dafür gegründeter Weinbauverein pflegt den Weinberg auf der Nikolauswiese, die nach dem 2. Patron der Kirche, dem Heiligen Nikolaus von Myra, benannt wurde.
Wertbühl ist im Inventar der schützenswerten Ortsbilder der Schweiz aufgeführt.

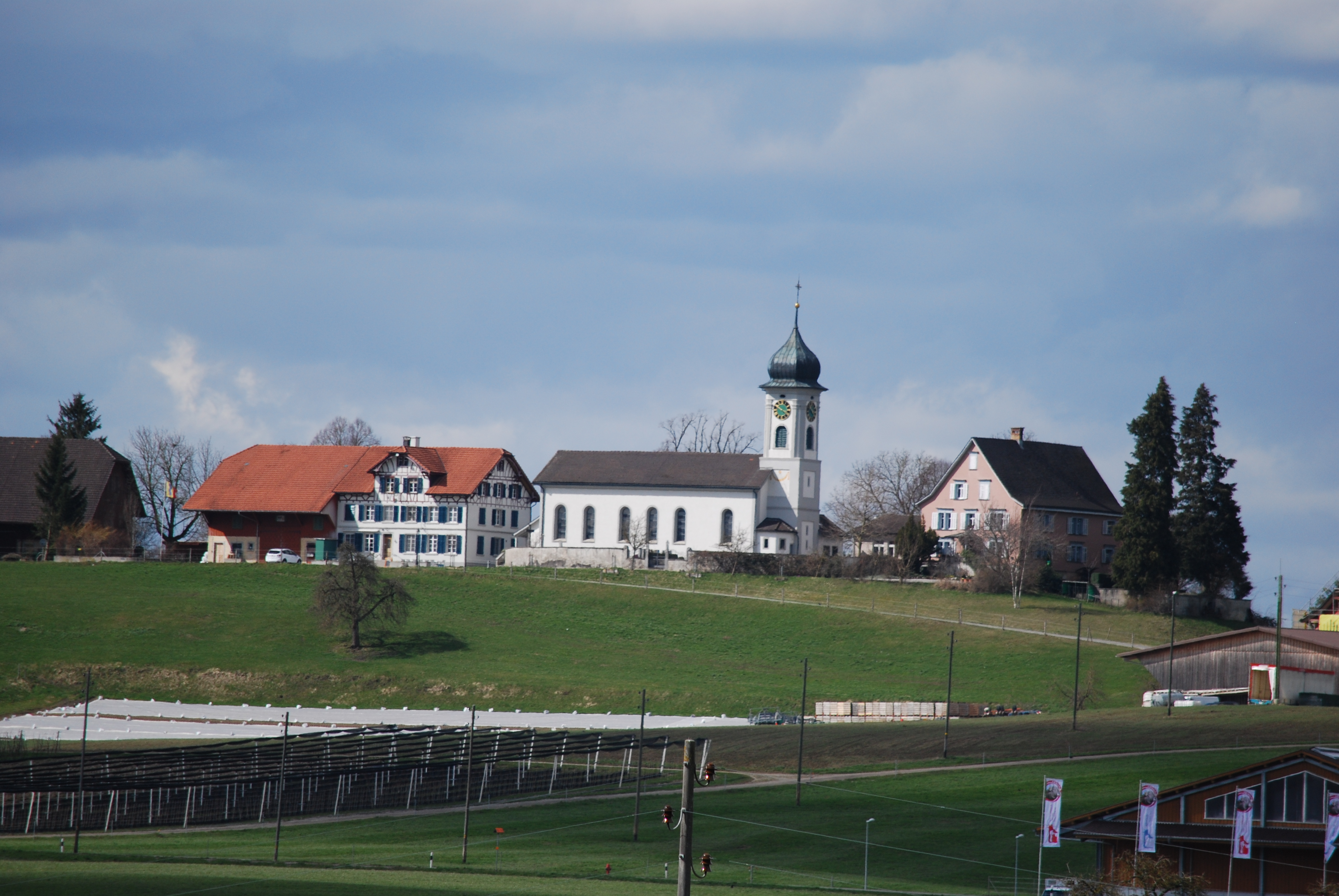
Wertbühl, Gemeinde Bussnang
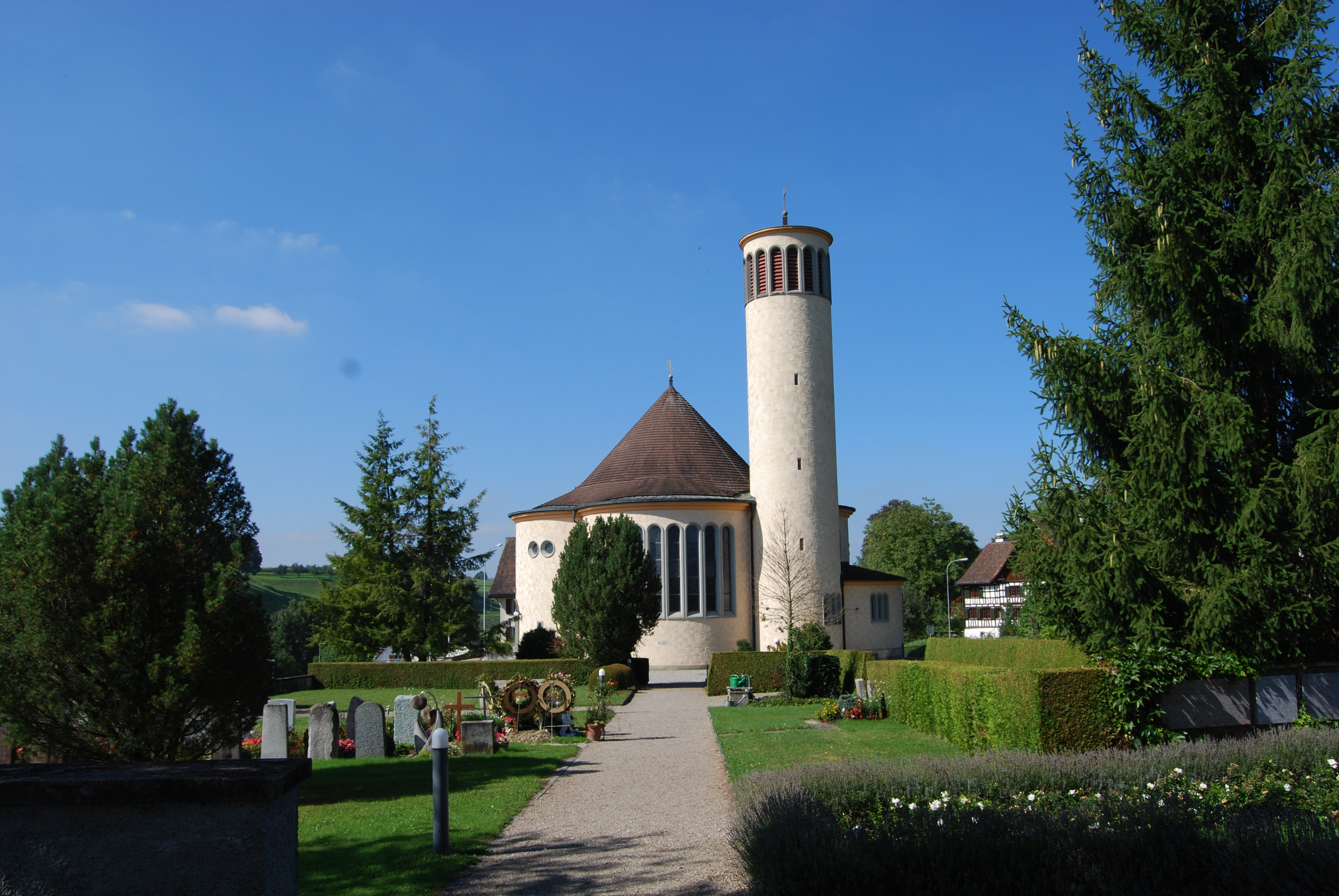
Katholische St. Josefskirche
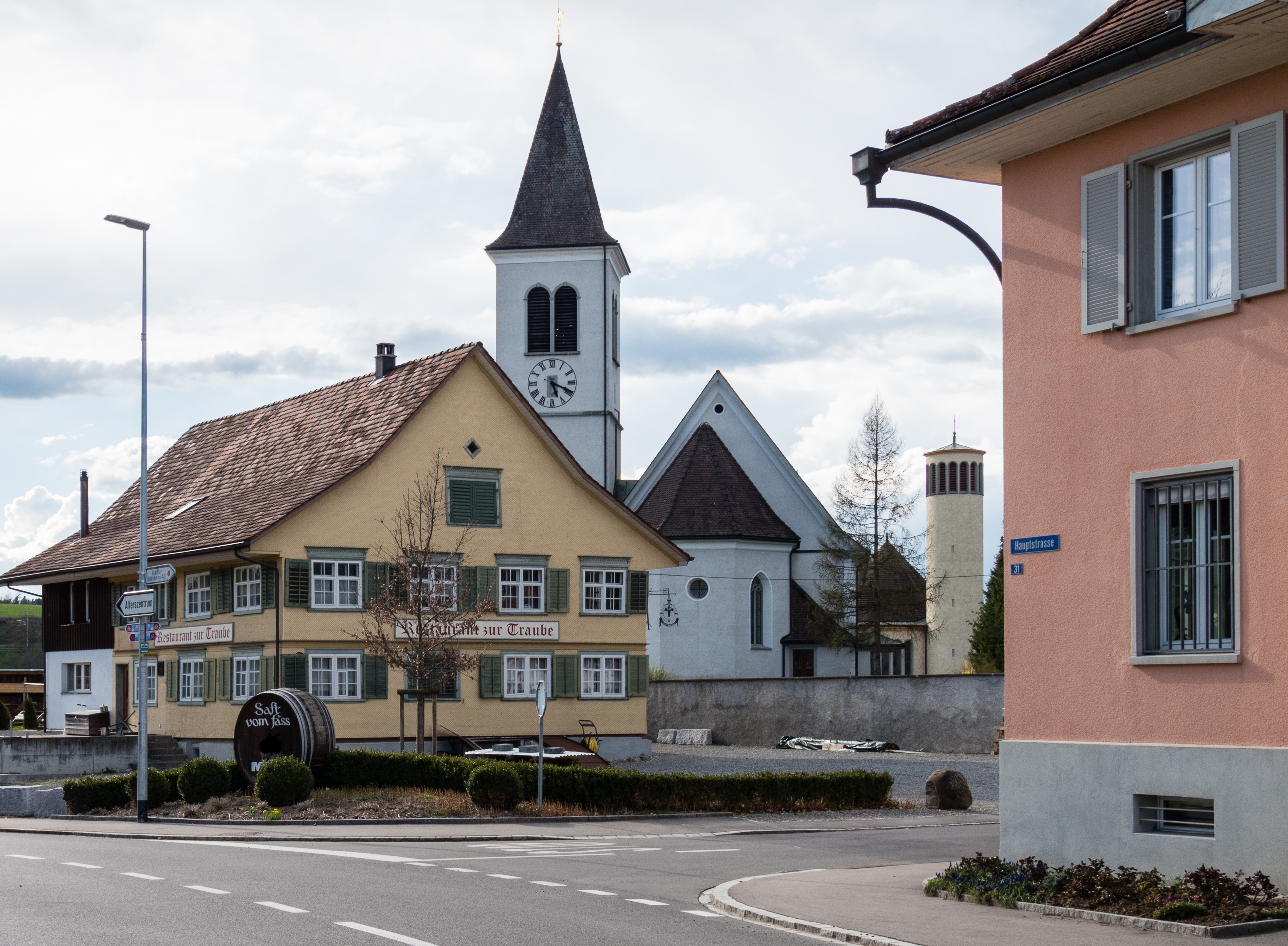
Restaurant zur Traube, Reformierte und (dahinter) Katholische Kirche
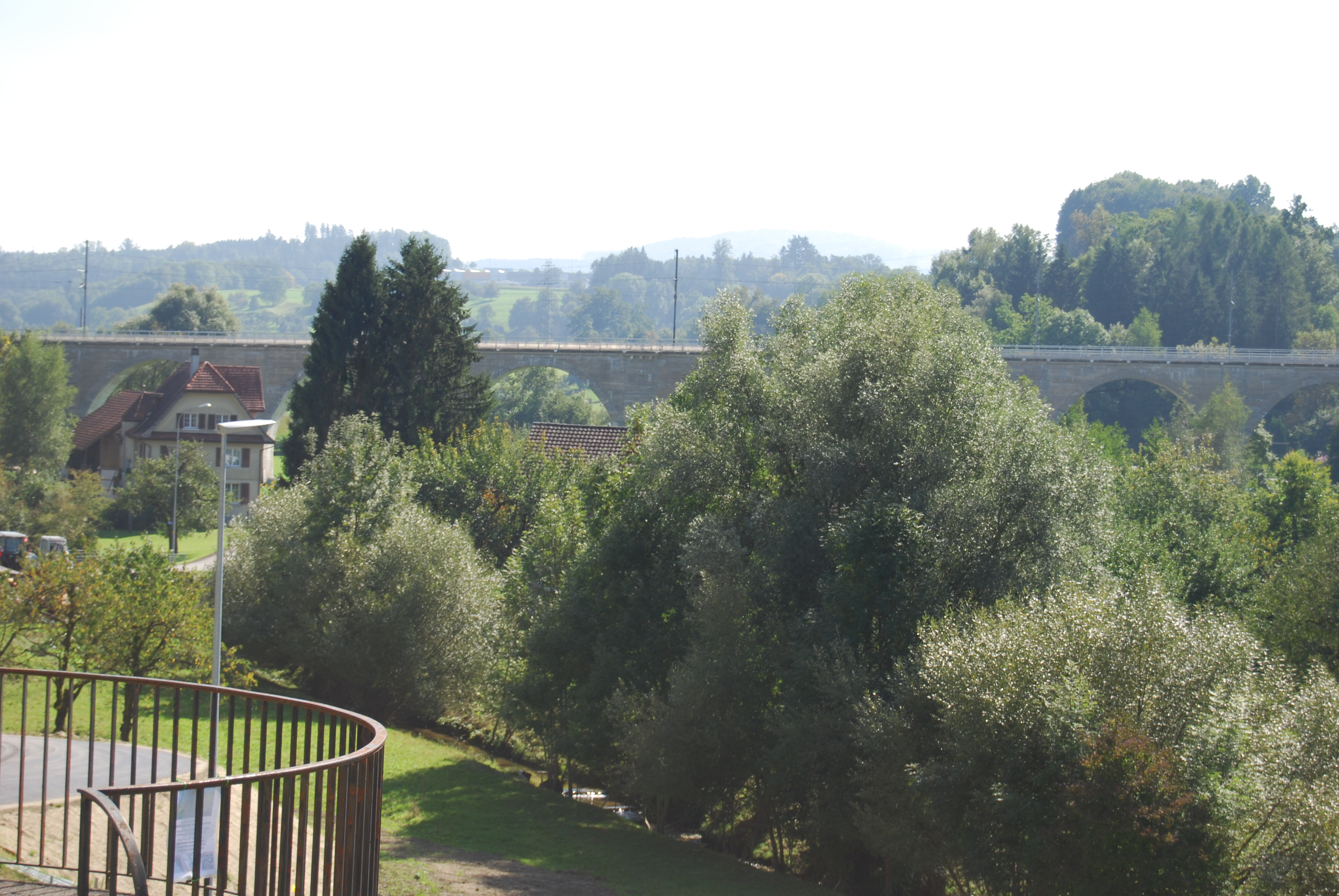
Eisenbahnbrücke bei Bussnang

## Persönlichkeiten
- Kilian Kesselring (1583–1650), Generalwachtmeister und Ehegerichtsschreiber
- Ernst Stadler (1908–1981), Ingenieur, Unternehmer, Gründer Stadler Fahrzeuge AG (heutige Stadler Rail).